# Zero I
Zero I ist eine osttimoresische Aldeia im Suco Fatuhada (Verwaltungsamt Dom Aleixo, Gemeinde Dili). 2015 lebten in der Aldeia 2276 Menschen.

## Lage und Einrichtungen

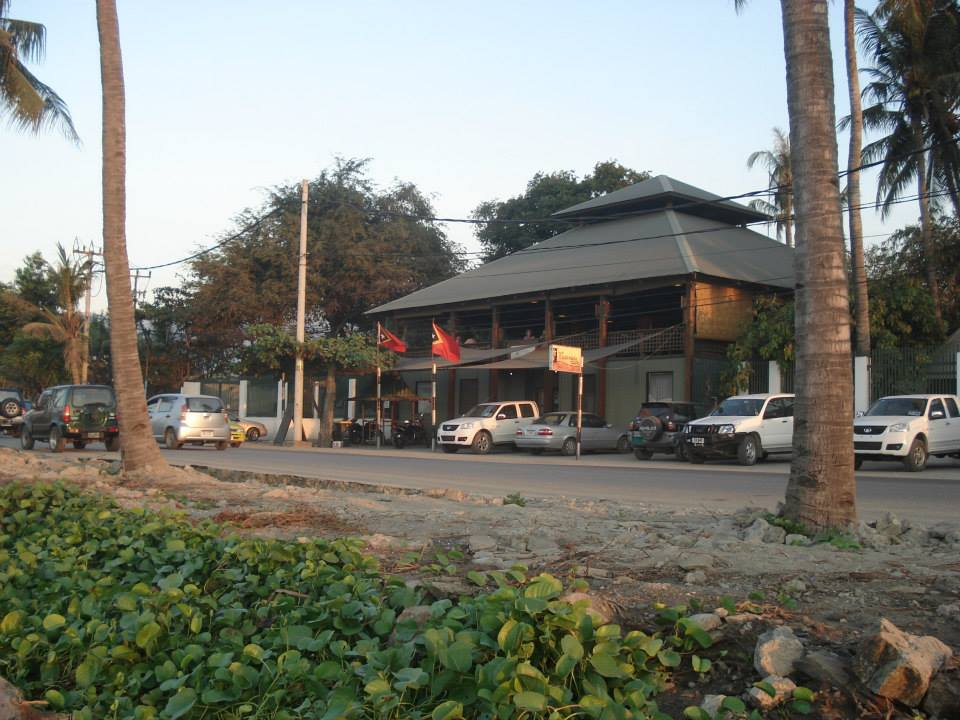
Hotel Esplanada

Zero I liegt im Norden von Fatuhada am Ufer der Bucht von Dili, mit dem Praia dos Coqueiros, hinter der Avenida de Portugal. Westlich der Rua de Ai-Teka befindet sich die Aldeia Zero V, südwestlich die Aldeia Zero III, südlich der Rua de Rai Molik Laran die Aldeia Zero II und östlich die Aldeia Zero IV.
Mit dem Beach Garden Hotel und dem Hotel Esplanada dominieren zwei Hotels die südliche Straßenseite der Avenida de Portugal an der Küste.